# Theleporus calcicolor
Theleporus calcicolor är en svampart som först beskrevs av Sacc. & P. Syd., och fick sitt nu gällande namn av Leif Ryvarden 1979. Theleporus calcicolor ingår i släktet Theleporus och familjen Grammotheleaceae.   Inga underarter finns listade i Catalogue of Life.